# Denkfalle
Eine Denkfalle – oder kognitive Täuschung – tut sich auf, wenn eine Problemsituation einen bewährten Denkmechanismus in Gang setzt, und wenn dieser Denkmechanismus mit der Situation nicht zurechtkommt und zu Irrtümern führt. Solche Denkfallen können Ursache von riskanten Manövern, Fehldiagnosen, Design-, Programmier- und Bedienfehlern sein. Viele Paradoxa sind Musterbeispiele für Denkfallen. Denkfallen sind mit den optischen Täuschungen vergleichbar, man fällt fast zwangsläufig auf sie herein.

## Beispiele
Eine Leiter steht senkrecht an einer Wand. Dann wird ihr unteres Ende langsam von der Wand weggezogen, bis die Leiter flach auf dem Boden liegt. Frage: Welche Kurve beschreibt bei dieser Bewegung der Mittelpunkt der Leiter? Ist die Kurve nach unten oder nach oben gekrümmt?
- Intuitiv meist geäußerte Antwort (falsch): Die Kurve ist konvex, nach unten gekrümmt.
- Korrekte Antwort: Die Kurve, die der Mittelpunkt beschreibt, ist konkav, ein nach oben gekrümmter Viertelkreis.

Ein anderes Beispiel einer Denkfalle ist das sogenannte „Geburtstagsparadox“. Das Abschätzen, wie hoch zum Beispiel die Wahrscheinlichkeit bei 25 Personen im Raum ist, dass zwei am gleichen Tag Geburtstag haben, wird praktisch von allen Menschen falsch beantwortet. Sie liegt bei 25 Personen bei 57 Prozent, bei 60 Personen bei 99 Prozent (siehe Weblink).